# 海部市
海部市（日语：／ Ama shi */?）是位於日本愛知縣西部的城市，主要包括位於東北部的甚目寺地區、位於西北部的美和地區和位於南部的七寶地區。全境位於濃尾平原，地勢平坦。

## 人口
位於名古屋市西側，北部區域利用鐵路可在半小時內抵達名古屋車站，南部地區也可透過高速公路東名阪自動車道直接進入市區，因此現在屬名古屋都市圈的一部分。
| 海部市人口變化 \| 1970年 \| 48,854人 \| \| \| 1975年 \| 63,687人 \| \| \| 1980年 \| 70,190人 \| \| \| 1985年 \| 73,132人 \| \| \| 1990年 \| 76,659人 \| \| \| 1995年 \| 78,678人 \| \| \| 2000年 \| 82,321人 \| \| \| 2005年 \| 85,307人 \| \| \| 2010年 \| 86,714人 \| \| \| 2015年 \| 86,898人 \| \| \| 2020年 \| 86,126人 \| \| |          |  |
| 資料來源：日本總務省統計中心提供之人口普查數據 |          |  |
| 1970年 | 48,854人 |  |
| 1975年 | 63,687人 |  |
| 1980年 | 70,190人 |  |
| 1985年 | 73,132人 |  |
| 1990年 | 76,659人 |  |
| 1995年 | 78,678人 |  |
| 2000年 | 82,321人 |  |
| 2005年 | 85,307人 |  |
| 2010年 | 86,714人 |  |
| 2015年 | 86,898人 |  |
| 2020年 | 86,126人 |  |

## 歷史
過去在令制國時代屬於尾張國海東郡，六世紀末時在現在東北部的區域建立了甚目寺，12世紀後甚目寺的東側開始發展為宿場町－萱津宿。
16世紀織田信長自尾張崛起期間，為統一尾張曾在萱津此地與清洲織田家在此展開萱津之戰；也由於織田信長出身於此區域，其部將中包括蜂須賀正勝、福島正則都是出身自此區域。
在江戶時代大部分區域都是尾張藩的領地，僅甚目寺地區有小部分區域為尾張藩御附家老成瀨氏犬山藩的領地。位於南部的七寶地區在19世紀初開始發展出七寶燒的工藝技術，也成為本地的特產。
19世紀明治維新實施廢藩置縣後，這些區域最初分別改隸屬名古屋縣及犬山縣，不過在1871年的第一次府縣整併後全數被併入名古屋縣，四個月後名古屋縣即被更名為愛知縣。
1889年日本實施町村制，現在的海部市轄區在當時分屬篠田村、沖之島村、遠島村、安松村、秋竹村、桂村、下田村、川部村、伊福村、鷹居村、德實村、鯰橋村、下之森村、萱津村、甚目寺村、白鷹村、東今宿村、新居屋村、春富村、森村、正則村、金賀木村共22個行政區劃；在經歷1890年和1906年兩次的整併後，成為位於東北部的甚目寺村，位於西北部的美和村、位於南部的七寶村共三個村級行政區劃。
這三個村之後分別在1932年、1958年、1966年升格為町，直到2000年代日本政府開始推動平成大合併時，最初在愛知縣政府的規劃下，讓七寶町、美和町、甚目寺町和大治町一同討論四町合併的可能性，不過大治町很快地就退出合併，因此最終七寶町、美和町、甚目寺町在2009年取得合併的共識，並在2010年合併為現在的海部市。

### 變遷表
| 1889年10月1日 | 1889年 - 1944年                     | 1889年 - 1944年             | 1889年 - 1944年           | 1945年 - 1954年           | 1955年 - 1989年       | 1989年 - 現在              | 現在                       |
| ------------- | ----------------------------------- | --------------------------- | ------------------------- | ------------------------- | --------------------- | -------------------------- | -------------------------- |
| 篠田村        | 篠田村                              | 1906年7月1日 合併為美和村   | 1906年7月1日 合併為美和村 | 1906年7月1日 合併為美和村 | 1958年1月1日 美和町   | 2010年3月22日 合併為海部市 | 2010年3月22日 合併為海部市 |
| 正則村        |                                     | 1906年7月1日 合併為美和村   | 1906年7月1日 合併為美和村 | 1906年7月1日 合併為美和村 | 1958年1月1日 美和町   | 2010年3月22日 合併為海部市 | 2010年3月22日 合併為海部市 |
| 金賀木村      | 1890年12月17日 更名為海東郡蜂須賀村 | 1906年7月1日 合併為美和村   | 1906年7月1日 合併為美和村 | 1906年7月1日 合併為美和村 | 1958年1月1日 美和町   | 2010年3月22日 合併為海部市 | 2010年3月22日 合併為海部市 |
| 沖之島村      | 1890年10月1日 合併為寶村            | 1906年7月1日 合併為七寶村   | 1906年7月1日 合併為七寶村 | 1906年7月1日 合併為七寶村 | 1966年4月1日 七寶町   | 2010年3月22日 合併為海部市 | 2010年3月22日 合併為海部市 |
| 遠島村        | 1890年10月1日 合併為寶村            | 1906年7月1日 合併為七寶村   | 1906年7月1日 合併為七寶村 | 1906年7月1日 合併為七寶村 | 1966年4月1日 七寶町   | 2010年3月22日 合併為海部市 | 2010年3月22日 合併為海部市 |
| 安松村        | 1890年10月1日 合併為寶村            | 1906年7月1日 合併為七寶村   | 1906年7月1日 合併為七寶村 | 1906年7月1日 合併為七寶村 | 1966年4月1日 七寶町   | 2010年3月22日 合併為海部市 | 2010年3月22日 合併為海部市 |
| 秋竹村        | 1890年10月1日 合併為井和村          | 1906年7月1日 合併為七寶村   | 1906年7月1日 合併為七寶村 | 1906年7月1日 合併為七寶村 | 1966年4月1日 七寶町   | 2010年3月22日 合併為海部市 | 2010年3月22日 合併為海部市 |
| 桂村          | 1890年10月1日 合併為井和村          | 1906年7月1日 合併為七寶村   | 1906年7月1日 合併為七寶村 | 1906年7月1日 合併為七寶村 | 1966年4月1日 七寶町   | 2010年3月22日 合併為海部市 | 2010年3月22日 合併為海部市 |
| 下田村        | 1890年10月1日 合併為井和村          | 1906年7月1日 合併為七寶村   | 1906年7月1日 合併為七寶村 | 1906年7月1日 合併為七寶村 | 1966年4月1日 七寶町   | 2010年3月22日 合併為海部市 | 2010年3月22日 合併為海部市 |
| 川部村        | 1890年10月1日 合併為井和村          | 1906年7月1日 合併為七寶村   | 1906年7月1日 合併為七寶村 | 1906年7月1日 合併為七寶村 | 1966年4月1日 七寶町   | 2010年3月22日 合併為海部市 | 2010年3月22日 合併為海部市 |
| 伊福村        | 1890年10月1日 合併為伊福村          | 1906年7月1日 合併為七寶村   | 1906年7月1日 合併為七寶村 | 1906年7月1日 合併為七寶村 | 1966年4月1日 七寶町   | 2010年3月22日 合併為海部市 | 2010年3月22日 合併為海部市 |
| 鷹居村        | 1890年10月1日 合併為伊福村          | 1906年7月1日 合併為七寶村   | 1906年7月1日 合併為七寶村 | 1906年7月1日 合併為七寶村 | 1966年4月1日 七寶町   | 2010年3月22日 合併為海部市 | 2010年3月22日 合併為海部市 |
| 德實村        | 1890年10月1日 合併為伊福村          | 1906年7月1日 合併為七寶村   | 1906年7月1日 合併為七寶村 | 1906年7月1日 合併為七寶村 | 1966年4月1日 七寶町   | 2010年3月22日 合併為海部市 | 2010年3月22日 合併為海部市 |
| 鯰橋村        | 1890年10月1日 合併為伊福村          | 1906年7月1日 合併為七寶村   | 1906年7月1日 合併為七寶村 | 1906年7月1日 合併為七寶村 | 1966年4月1日 七寶町   | 2010年3月22日 合併為海部市 | 2010年3月22日 合併為海部市 |
| 下之森村      | 1890年10月1日 合併為伊福村          | 1906年7月1日 合併為七寶村   | 1906年7月1日 合併為七寶村 | 1906年7月1日 合併為七寶村 | 1966年4月1日 七寶町   | 2010年3月22日 合併為海部市 | 2010年3月22日 合併為海部市 |
| 萱津村        | 萱津村                              | 1906年7月1日 合併為甚目寺村 | 1932年8月1日 甚目寺町     | 1932年8月1日 甚目寺町     | 1932年8月1日 甚目寺町 | 2010年3月22日 合併為海部市 | 2010年3月22日 合併為海部市 |
| 甚目寺村      |                                     | 1906年7月1日 合併為甚目寺村 | 1932年8月1日 甚目寺町     | 1932年8月1日 甚目寺町     | 1932年8月1日 甚目寺町 | 2010年3月22日 合併為海部市 | 2010年3月22日 合併為海部市 |
| 白鷹村        |                                     | 1906年7月1日 合併為甚目寺村 | 1932年8月1日 甚目寺町     | 1932年8月1日 甚目寺町     | 1932年8月1日 甚目寺町 | 2010年3月22日 合併為海部市 | 2010年3月22日 合併為海部市 |
| 東今宿村      |                                     | 1906年7月1日 合併為甚目寺村 | 1932年8月1日 甚目寺町     | 1932年8月1日 甚目寺町     | 1932年8月1日 甚目寺町 | 2010年3月22日 合併為海部市 | 2010年3月22日 合併為海部市 |
| 新居屋村      |                                     | 1906年7月1日 合併為甚目寺村 | 1932年8月1日 甚目寺町     | 1932年8月1日 甚目寺町     | 1932年8月1日 甚目寺町 | 2010年3月22日 合併為海部市 | 2010年3月22日 合併為海部市 |
| 春富村        |                                     | 1906年7月1日 合併為甚目寺村 | 1932年8月1日 甚目寺町     | 1932年8月1日 甚目寺町     | 1932年8月1日 甚目寺町 | 2010年3月22日 合併為海部市 | 2010年3月22日 合併為海部市 |
| 森村          |                                     | 1906年7月1日 合併為甚目寺村 | 1932年8月1日 甚目寺町     | 1932年8月1日 甚目寺町     | 1932年8月1日 甚目寺町 | 2010年3月22日 合併為海部市 | 2010年3月22日 合併為海部市 |

## 交通

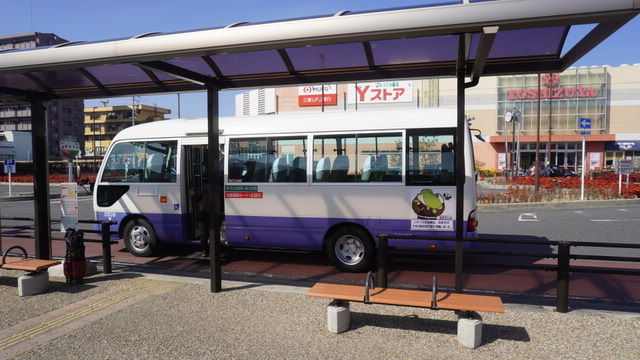
停靠於甚目寺車站前的海部市巡迴巴士

鐵路名古屋鐵道津島線以東西向自轄內北部的甚目寺地區和美和地區通過，利用名古屋鐵道的列車無需轉乘可在半小時內抵達名古屋車站；南部的七寶地區目前則無軌道運輸系統通過，雖然過去在1992年曾規畫讓名古屋市營地下鐵櫻通線自自當時西側的終點站中村區役所車站繼續往西延伸，經大治町後通至七寶地區，但目前仍僅在規劃階段，並未有任何進一步的建設規劃，目前自七寶地區要前往名古屋主要需利用名鐵巴士的客運路線 。
在南部的七寶地區和東北部的甚目寺地區則分別有高速公路東名阪自動車道和名古屋第二環狀自動車道通過，此兩地區駕車經高速公路一樣可在約二十分鐘內抵達名古屋的市中心。
市內各地區之間的交通則由市政府委託名鐵巴士經營的海部市巡迴巴士負責，以鐵路津島線上的三個車站為中心，分別開設北部巡迴路線、東部巡迴路線、南部巡迴路線三條路線，將美和地區、甚目寺地區、七寶地區之間銜接起來。

### 鐵路
- 名古屋鐵道
  - 津島線：（清須市） - 甚目寺車站 - 七寶車站 - 木田車站 - （津島市→）

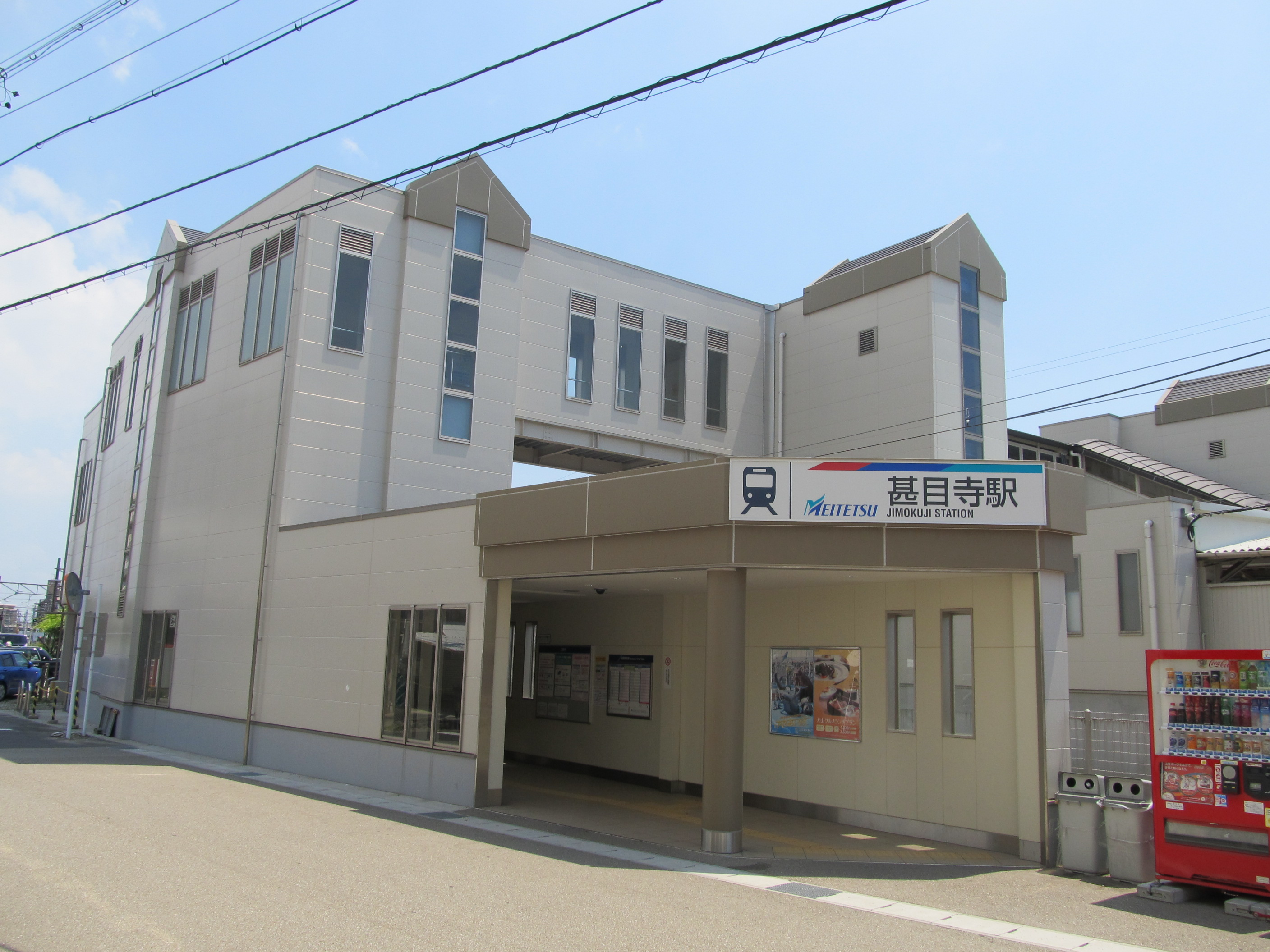
甚目寺車站北口
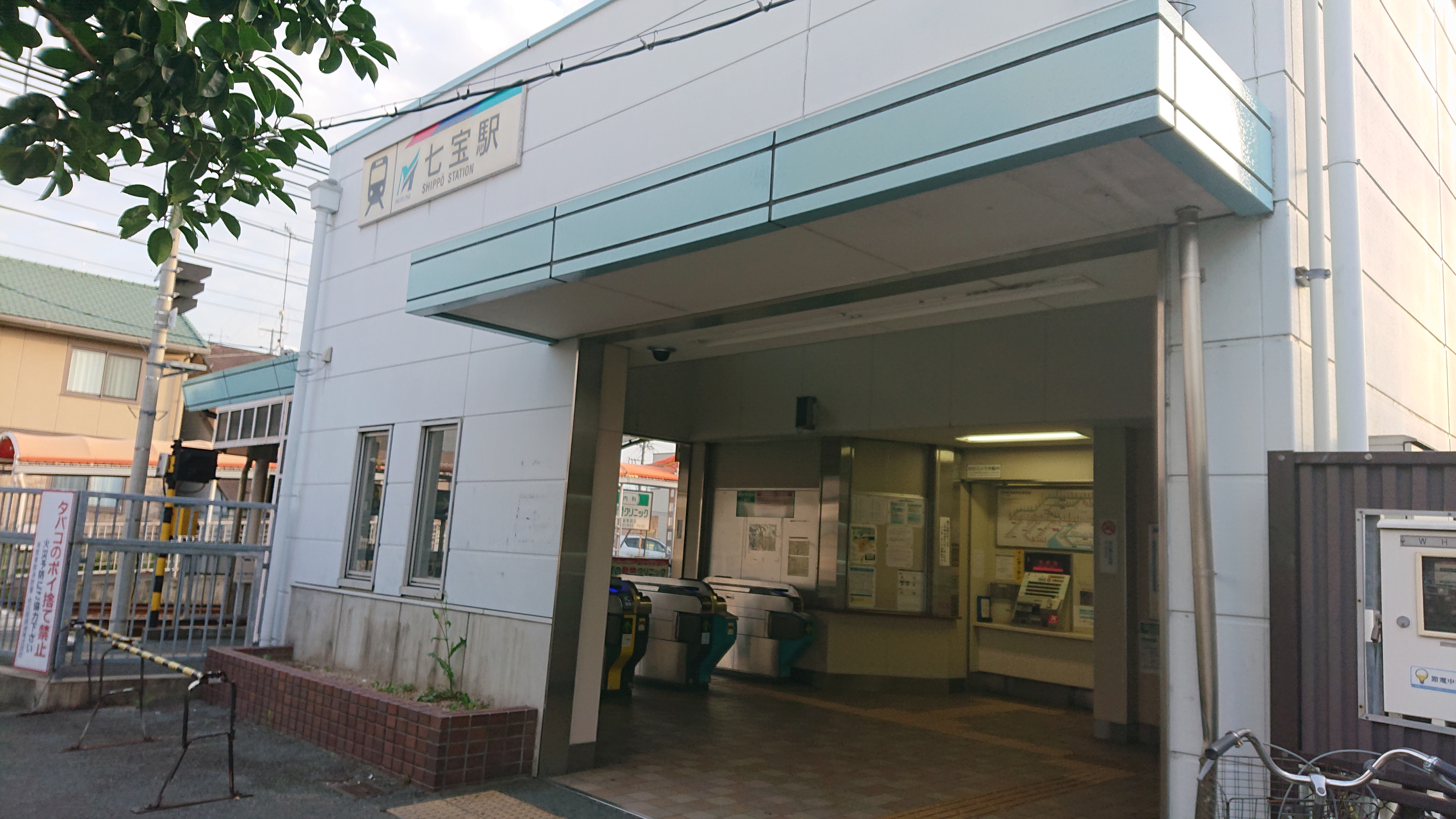
七寶車站
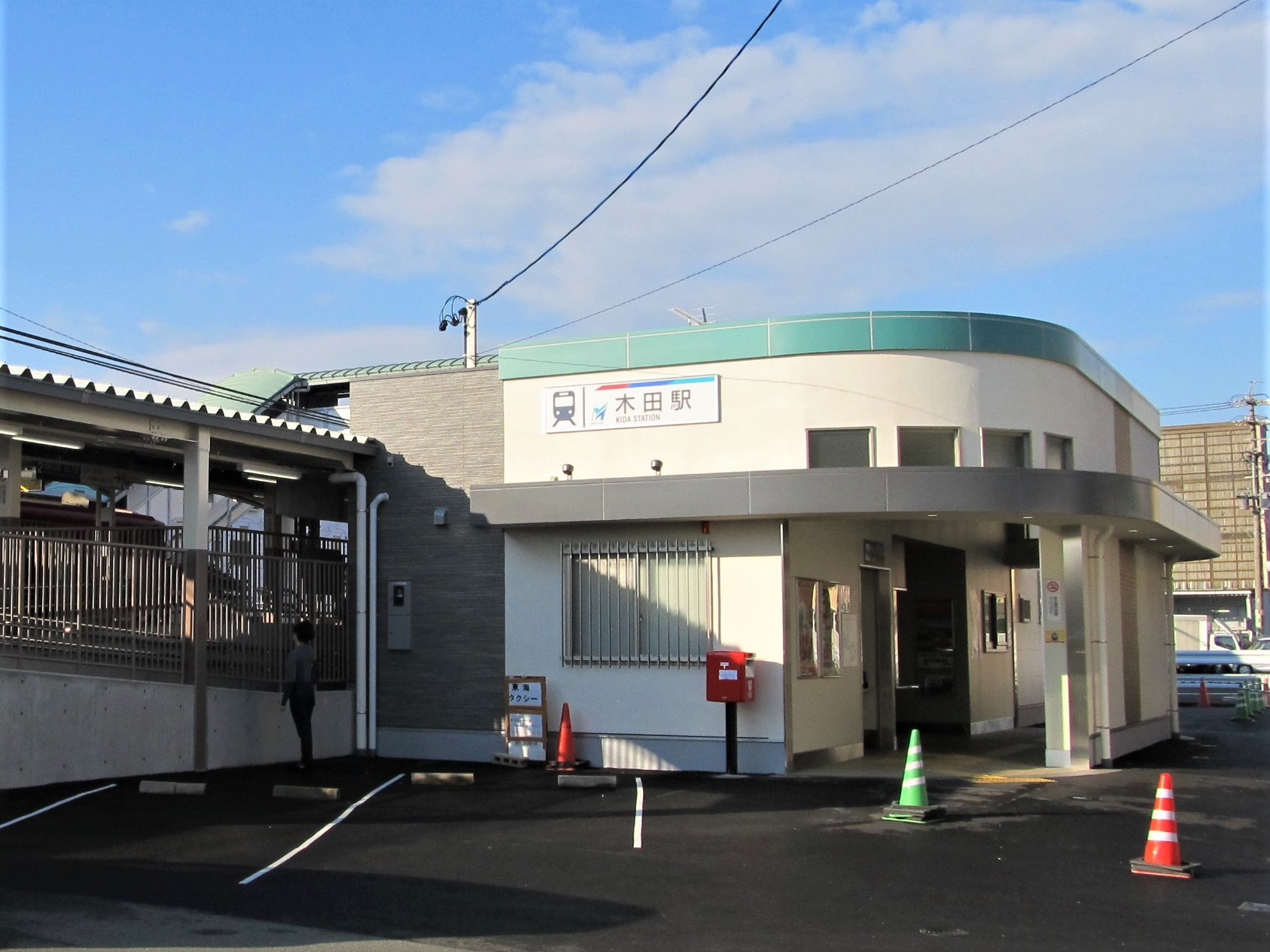
木田車站北口
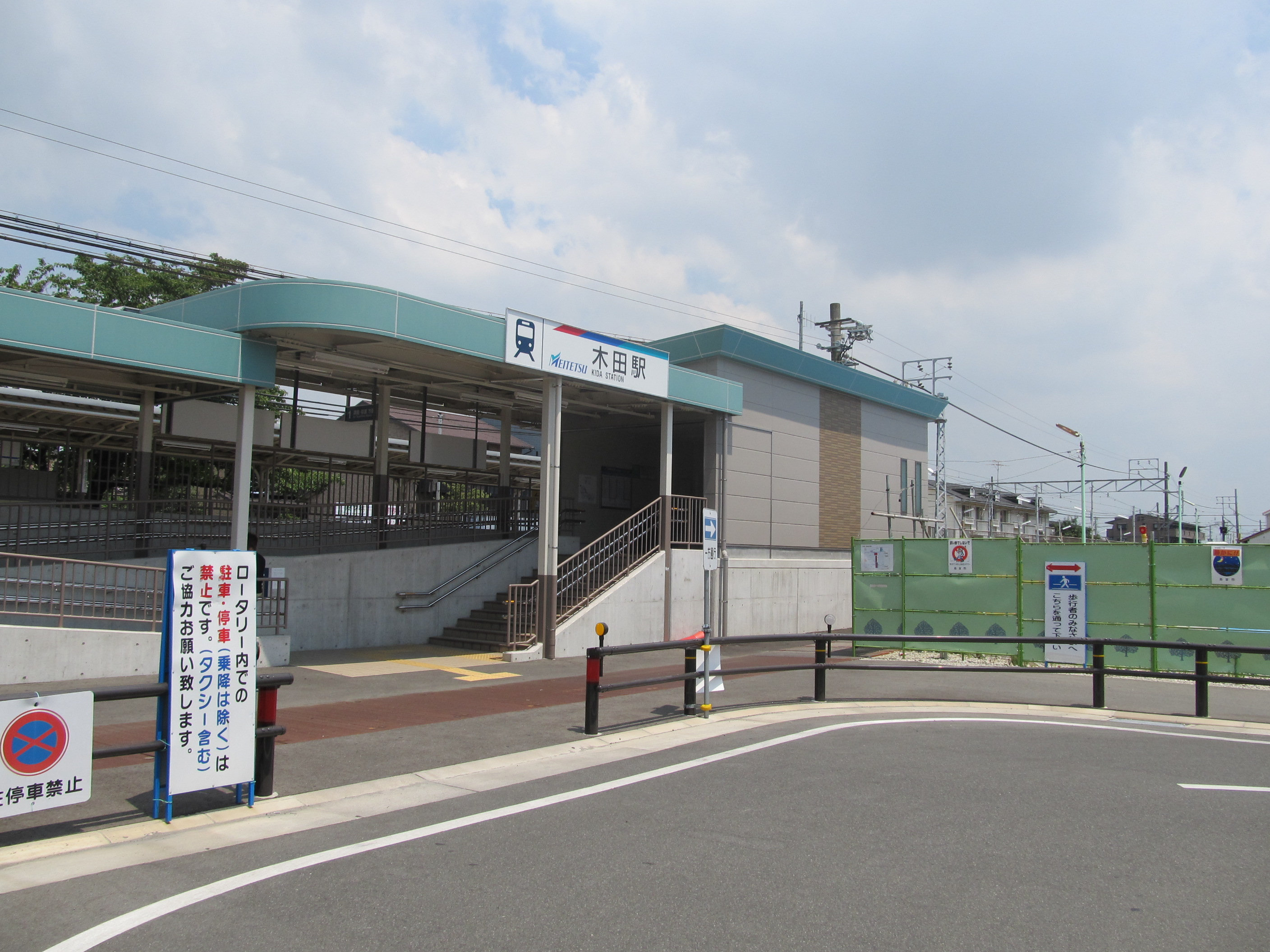
木田車站南口

### 公路
高速公路
- 東名阪自動車道：（名古屋市） - 名古屋西交流道（日语：名古屋西インターチェンジ） - （蟹江町）
- 名古屋第二環狀自動車道：（清須市） - 甚目寺北交流道（日语：甚目寺北インターチェンジ） - 甚目寺南交流道（日语：甚目寺南インターチェンジ） - （大治町）

## 觀光資源
位於甚目寺地區的甚目寺為真言宗智山派佛寺，其祭祀的本尊是聖觀音，因此常被稱為「甚目寺觀音」，傳說是597年時，伊勢的漁夫甚目龍麿在捕魚時打撈到的觀音像；目前寺內包括建於1196年的南大門、建於1627年三重塔、建於1634年的東門都已被列為國家重要文化財產。
其他還有蓮華寺、菊泉院由於分別為戰國時代著名武將蜂須賀正勝和福島正則的菩提寺而聞名。

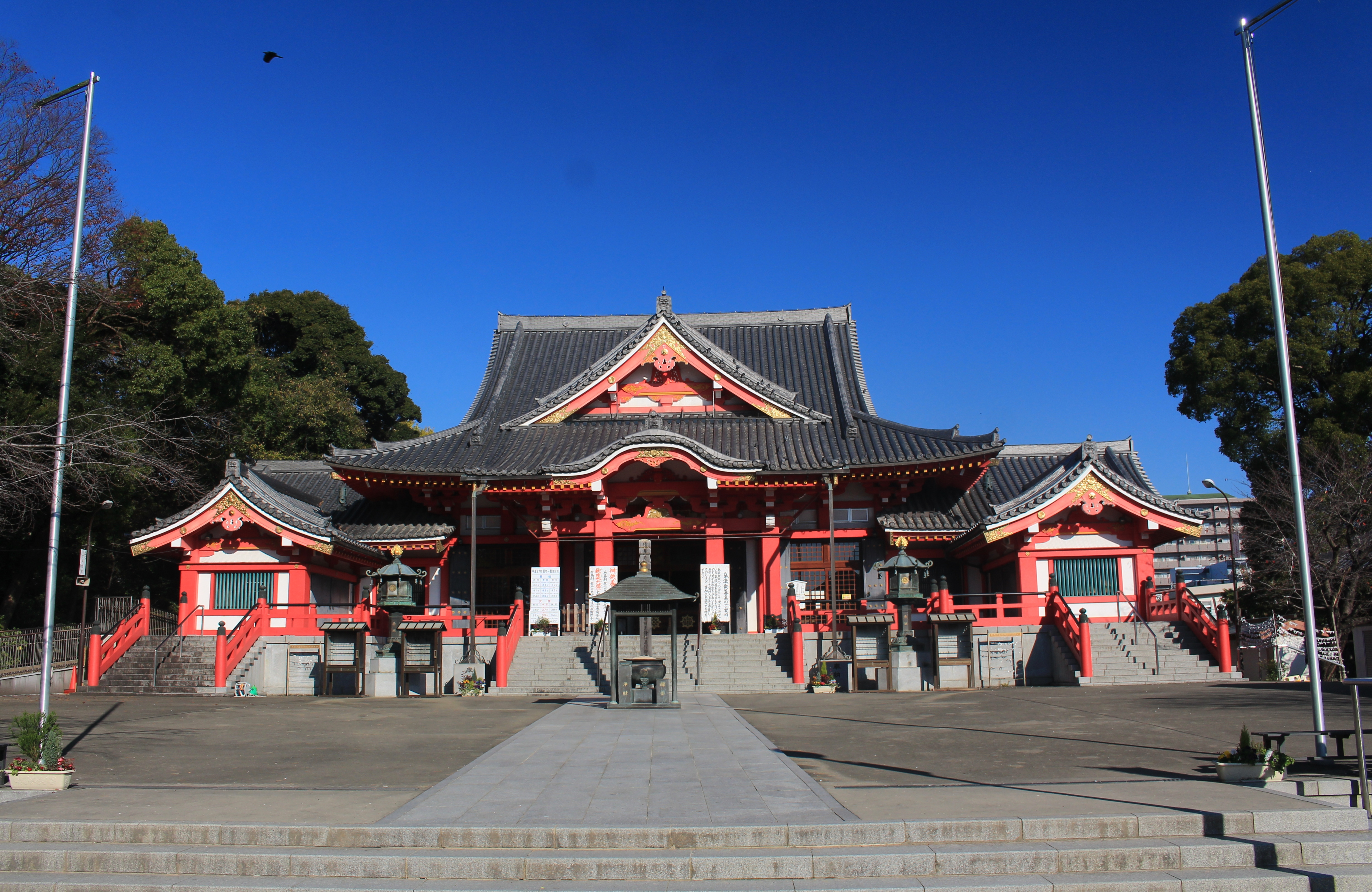
甚目寺本堂
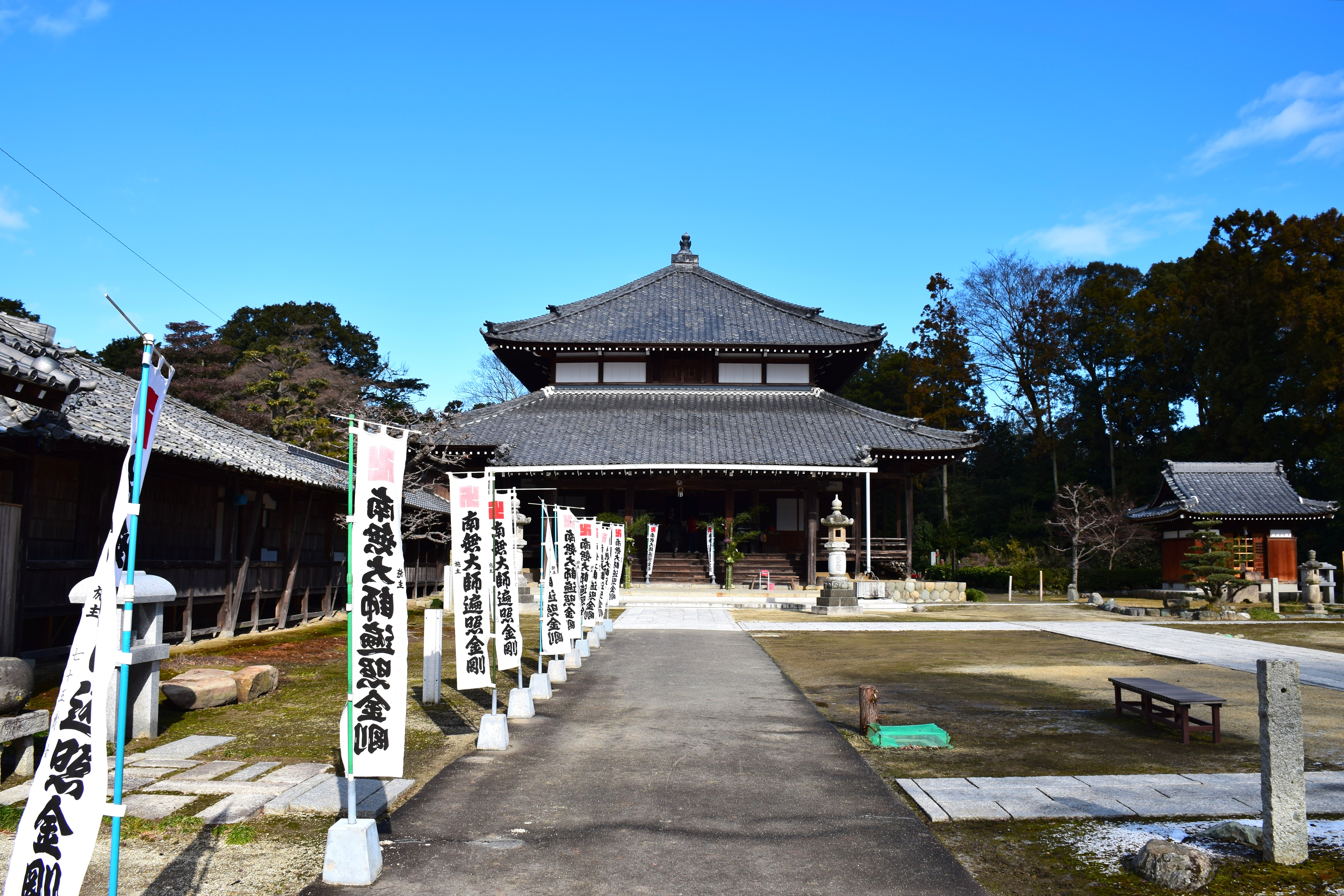
蓮華寺本堂
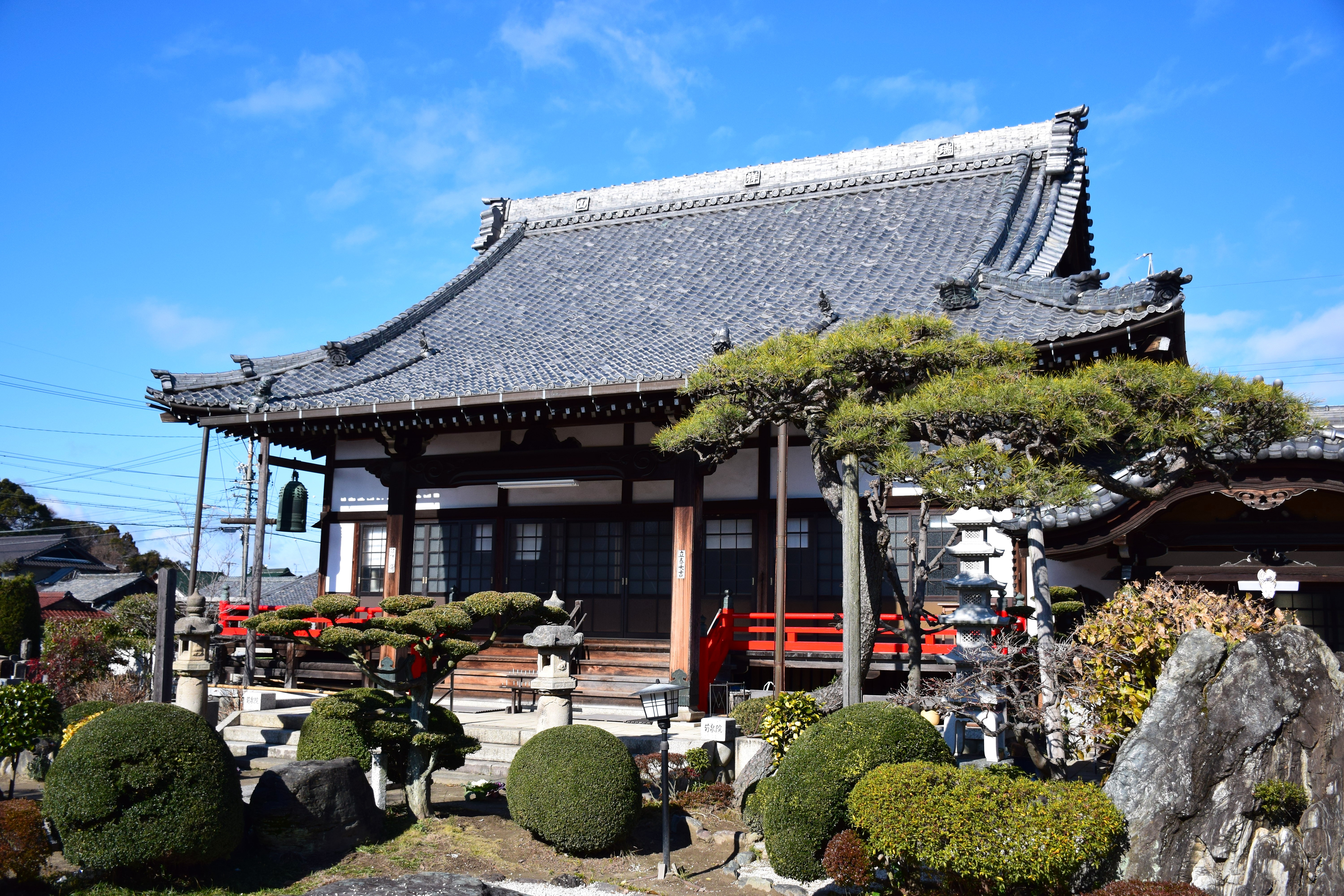
菊泉院本堂

## 外部連結
- （日語） 海部市的Instagram帳戶
- （日語） YouTube上的海部市頻道
- （日語） 海部市觀光協會 （页面存档备份，存于）